# Dorfkirche Marienthal (Zehdenick)

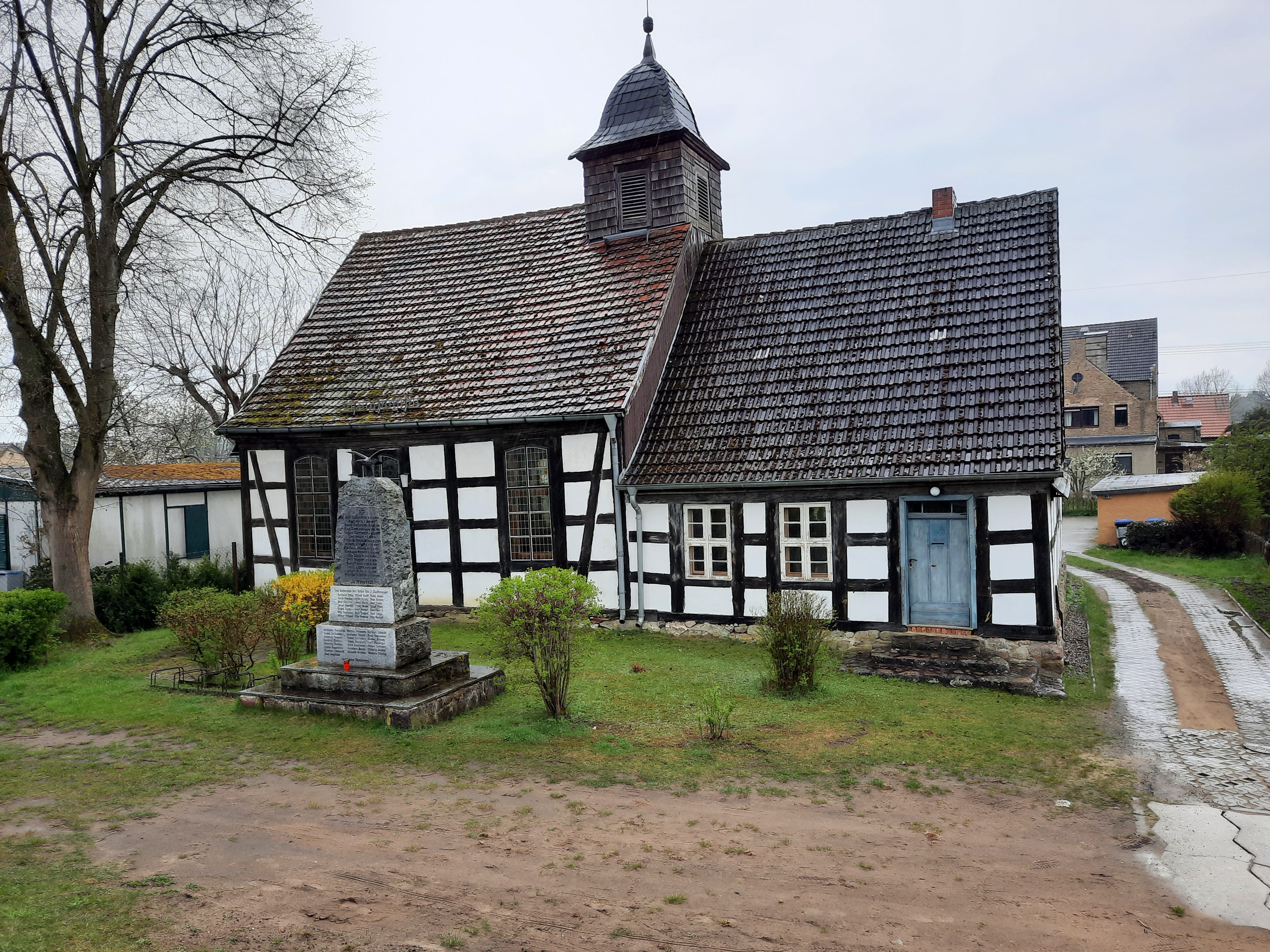
Dorfkirche Marienthal

Die evangelische, denkmalgeschützte Dorfkirche Marienthal steht in Marienthal, einem Ortsteil der Stadt Zehdenick im Landkreis Oberhavel von Brandenburg. Die zugehörige Kirchengemeinde gehört zum Kirchenkreis Oberes Havelland der Evangelischen Kirche Berlin-Brandenburg-schlesische Oberlausitz.

## Beschreibung
Die Fachwerkkirche wurde 1782 gebaut. An die Nordwand des Langhauses wurde etwas später in gleicher Breite, aber etwas niedriger ein ebenfalls aus Holzfachwerk bestehender Anbau errichtet, in dem sich ursprünglich die heute als Winterkirche dienende Wohnung für den Küster befand. Aus dem Satteldach des Langhauses erhebt sich im Norden ein mit Schindeln verkleideter Dachturm, der den Glockenstuhl beherbergt, und der mit einer schiefergedeckten Glockenhaube bedeckt ist.
Der Innenraum des Langhauses wurde 1960 umgestaltet.